# Cité administrative de Pontevedra
La Cité Administrative de Pontevedra (ou Edificio Central de la Xunta de Galicia à Pontevedra) est un ensemble de bureaux destinés à accueillir les différents services publics de la Xunta de Galice à Pontevedra, en Espagne. Cet immeuble rassemble de nombreux services de l'administration galicienne et a été conçu par les architectes Manuel Gallego Jorreto et Jacobo Rodríguez-Losada Allende.

## Localisation
La Cité Administrative de Pontevedra est située au no 43 avenue María Victoria Moreno dans le quartier Campolongo.

## Historique
L'édifice, conçu pour regrouper les services administratifs de la Xunta de Galice dans la province de Pontevedra  jusqu'alors éparpillés dans toute la ville, est envisagé dès les années 90 du XXe siècle, mais ce n'est qu'au début des années 2000 que l'idée a finalement été mise en œuvre,
Le 12 juin 2002, le conseil municipal de Pontevedra et le Ministère de la Défense espagnol ont signé un accord pour transformer le terrain de l'ancienne caserne de Campolongo (remontant à 1924 pour les expropriations et à 1933 pour les travaux de construction) en une cité administrative et résidentielle.
Le processus de sélection du projet architectural a débuté en août 2003. La conception du bâtiment administratif de Campolongo a été choisie parmi six projets le 27 décembre 2004. La Xunta de Galice a choisi le projet des architectes Manuel Gallego Jorreto et Jacobo Rodríguez-Losada Allende et l'entreprise de construction San José pour construire son nouveau siège à Pontevedra.
Les travaux de la cité administrative ont commencé en avril 2005 et la démolition de l'ancienne caserne d'artillerie a été achevée en juillet 2005.
Les travaux ont été achevés en 2008 et la Xunta de Galice a annoncé le déménagement des services administratifs. L’office provincial de la Présidence a été le premier à emménager le 15 décembre et la cité administrative a été inaugurée le 16,

## Description
Cet ensemble est représentatif de l'architecture moderne en vogue dans les années 2000. La cité administrative de Pontevedra occupe 12 501 mètres carrés sur le terrain de l'ancienne caserne de Campolongo et abrite 1000 fonctionnaires,
La cité administrative se compose de plusieurs bâtiments reliés entre eux. Le bâtiment principal est basé sur trois étages occupant toute la longueur de l'espace de construction, au centre desquels s'élèvent deux tours jumelles de dix étages. La façade est entièrement constituée de grandes fenêtres longitudinales apportant beaucoup de lumière. Le bâtiment possède plusieurs jardins intérieurs et une place pavée à l'avant. Les cours intérieures et les lucarnes donnent accès à la lumière naturelle. Le bâtiment comporte en tout deux sous-sols, un demi-sous-sol et dix étages.
L’édifice regroupe 42 404 mètres carrés de bureaux et des espaces pour des laboratoires, des archives, le stockage, une salle de conférences, une bibliothèque, des salles de formation, des ateliers et une cafétéria,
L'intérieur du bâtiment est conçu comme un conteneur pour de grands espaces de travail ouverts qui peuvent être subdivisés. L'intérieur ne comporte pas de piliers intermédiaires mais des poutres périphériques.
La cité administrative abrite tous les offices provinciaux à l'exception de l'office des travaux publics, du logement et des terrains (situé dans la rue Alcalde Hevia dans un bâtiment datant de 1993) et de certains services de l’office de la Santé (situés dans l'avenue Vigo dans un bâtiment datant de 1920). Le bâtiment abrite également le siège de la police régionale de Galice, une crèche et un bureau de poste, ce dernier depuis le 1er avril 2014. La Xunta de Galice possède également un autre bâtiment à Pontevedra, au 47, rue Benito Corbal.
Le bâtiment est séparé de l'Avenue María Victoria Moreno par un grand espace vert, le parc María Vinyals, de 9 125 mètres carrés. Le parc absorbe une partie de l'ombre projetée par le bâtiment, tout en réduisant son impact visuel.
La cité administrative dispose également d'un parking souterrain d'une capacité de 716 véhicules dans le complexe résidentiel voisin. Il a été inauguré le 15 mars 2009.

## Galerie d'images

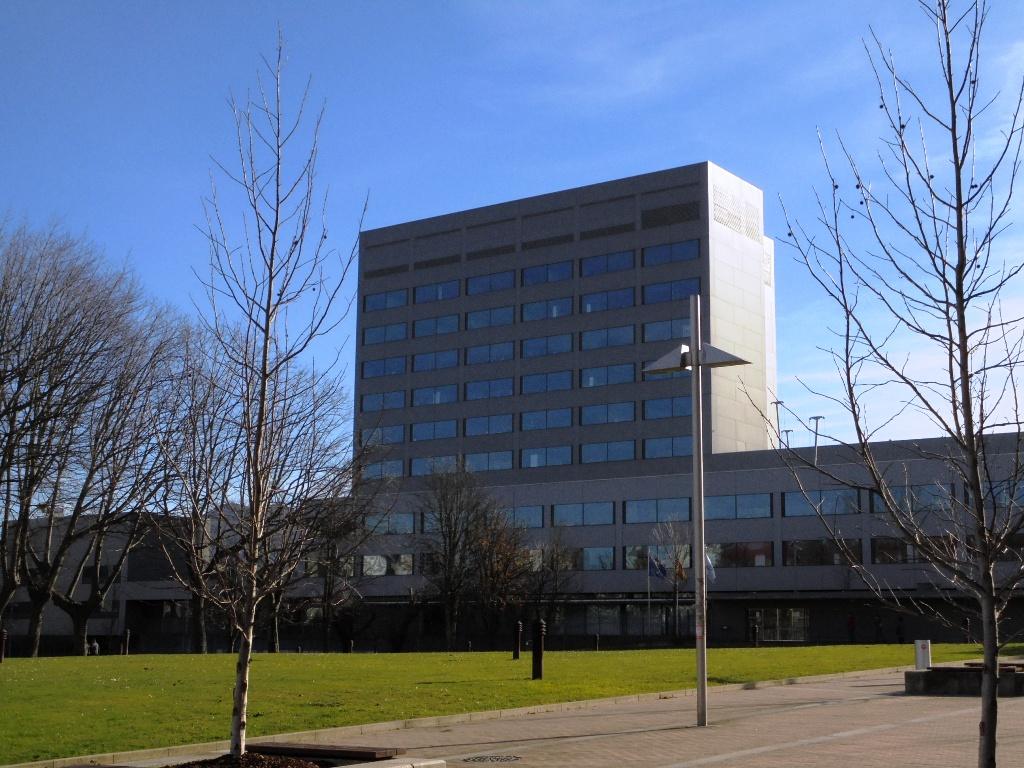
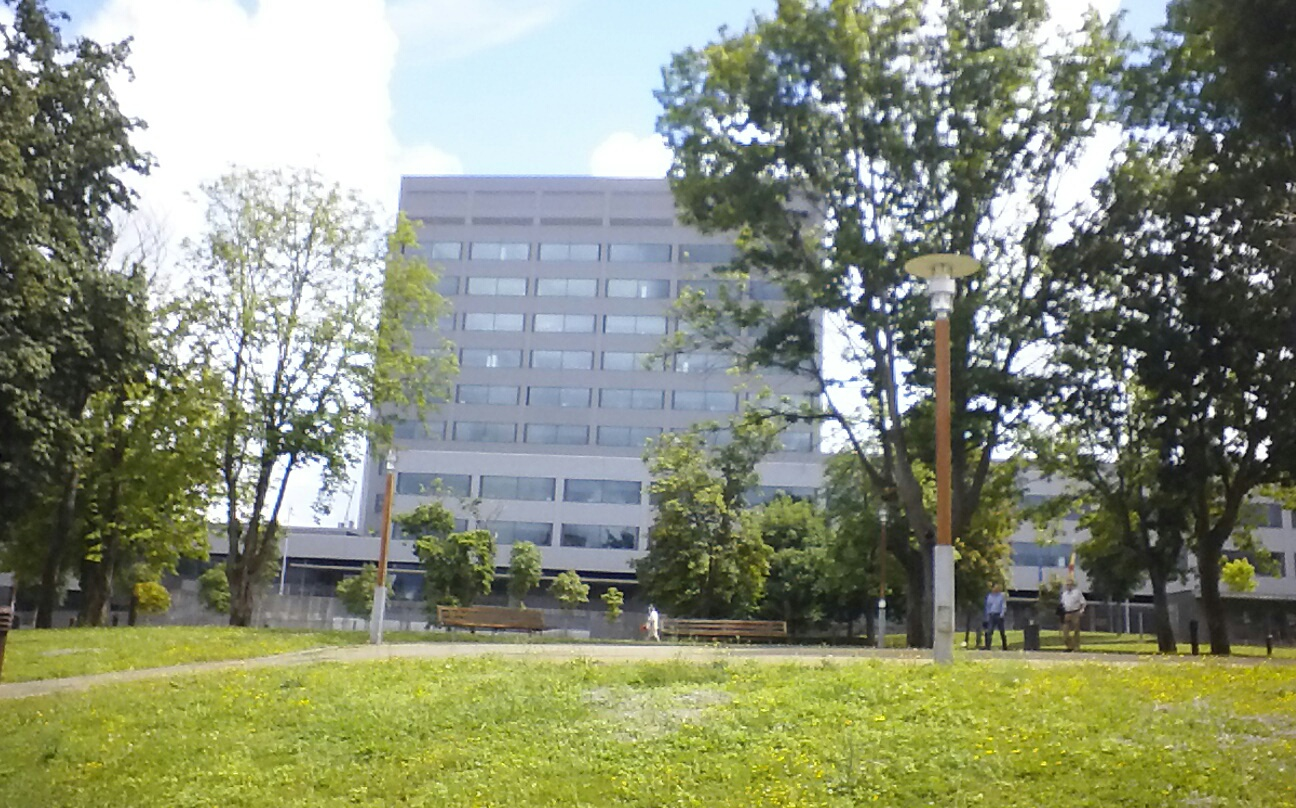
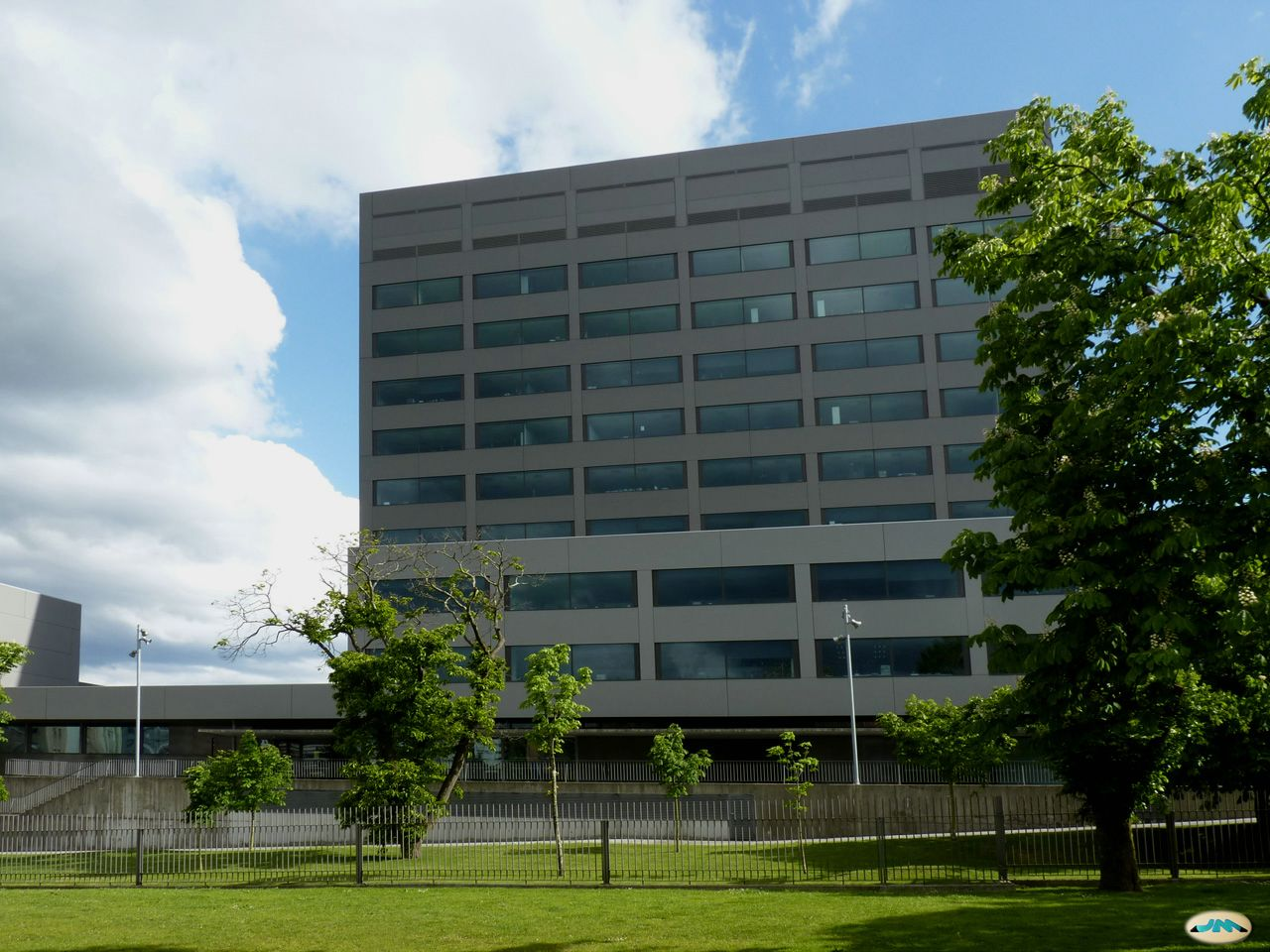
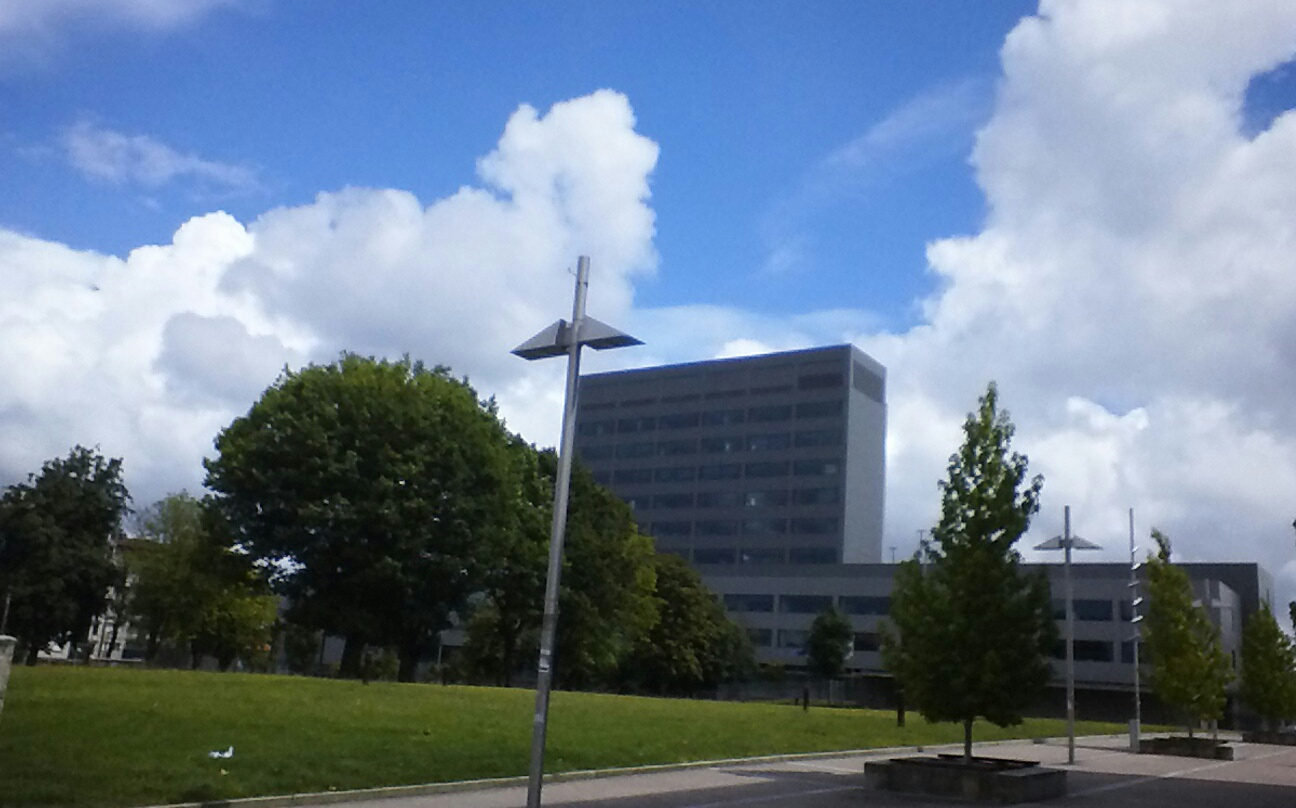
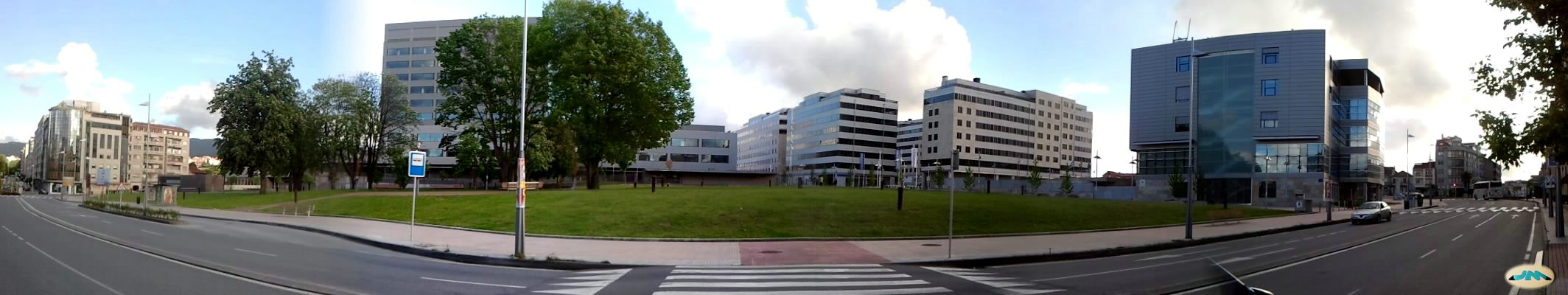
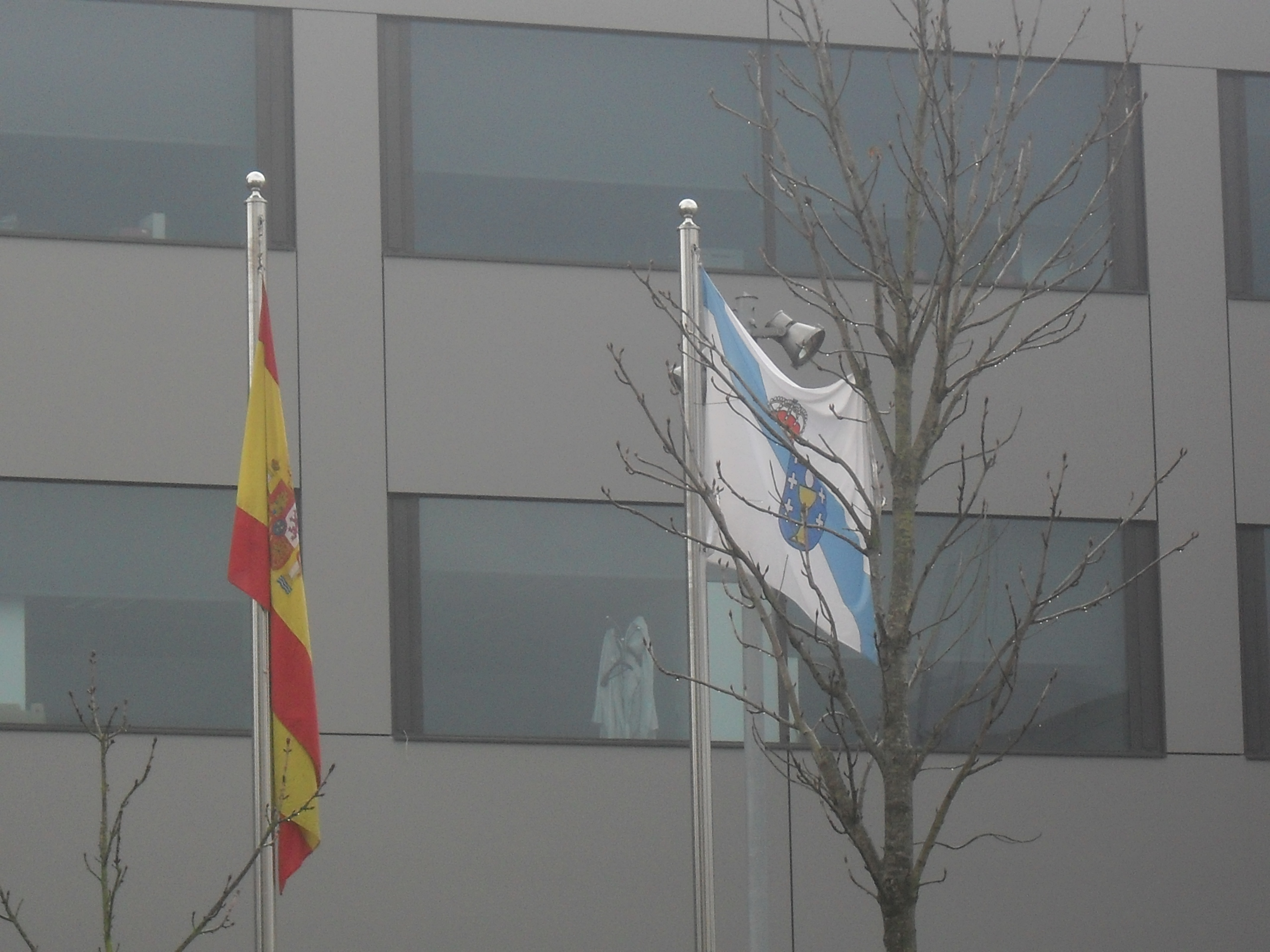
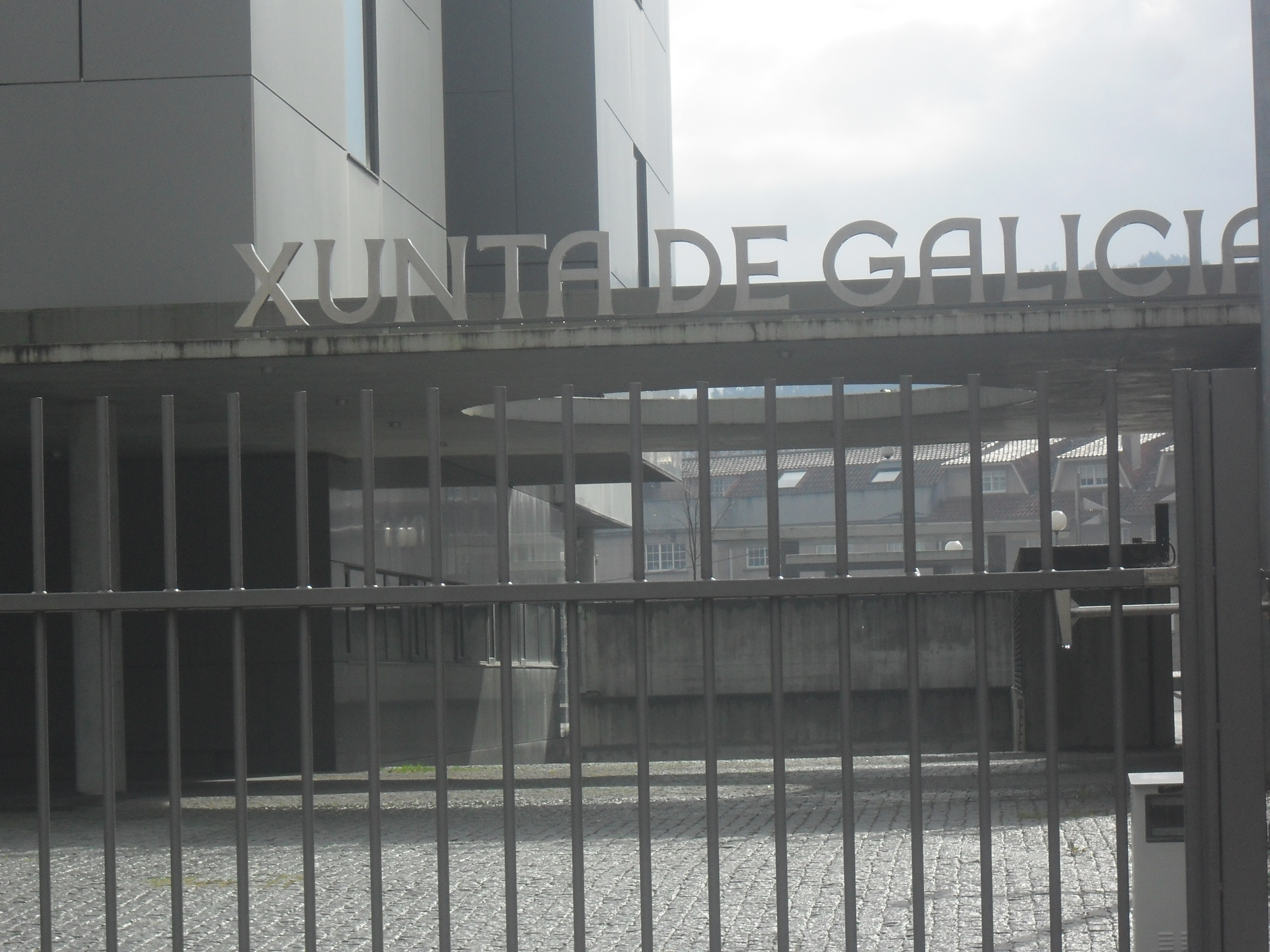
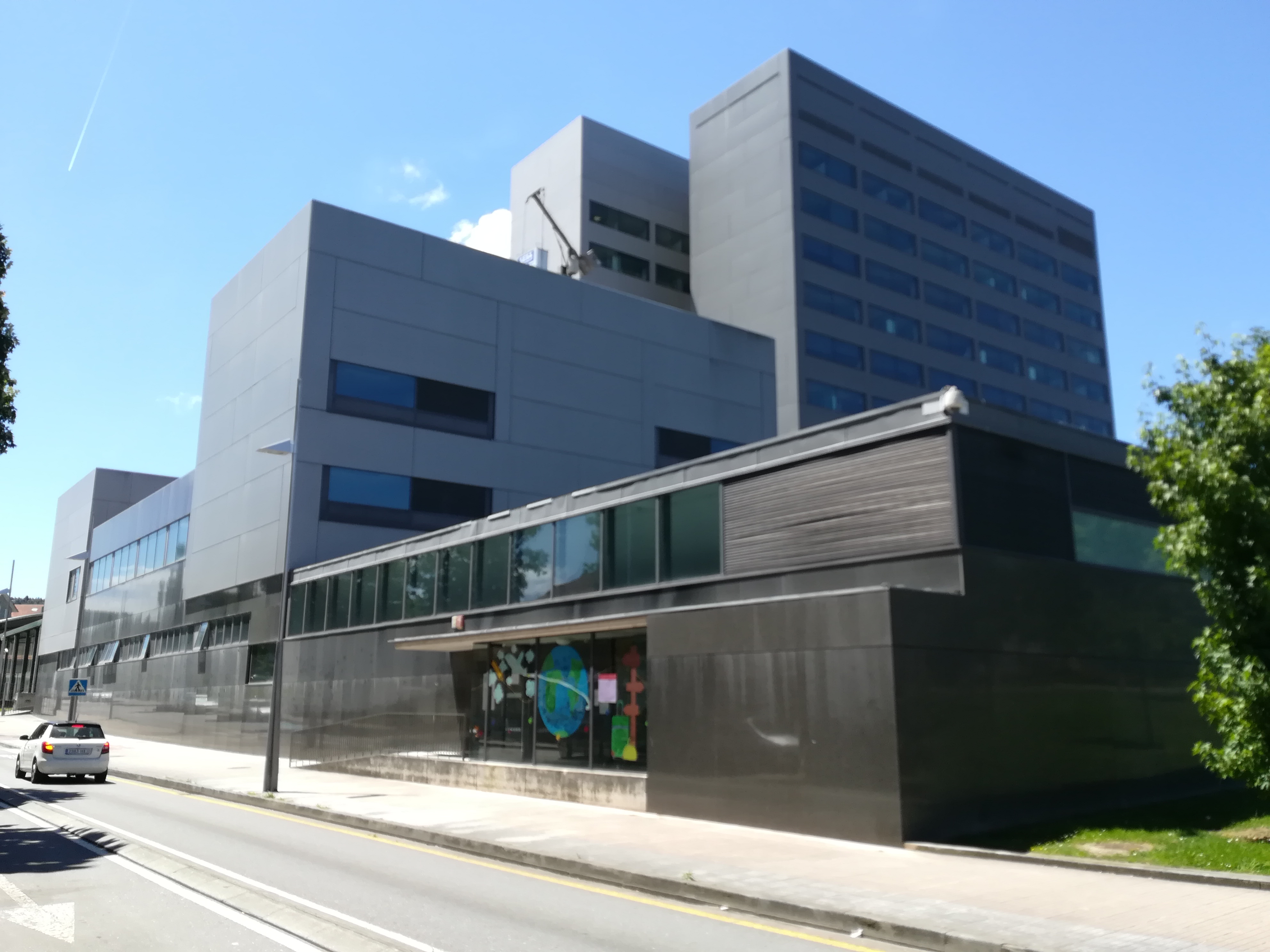
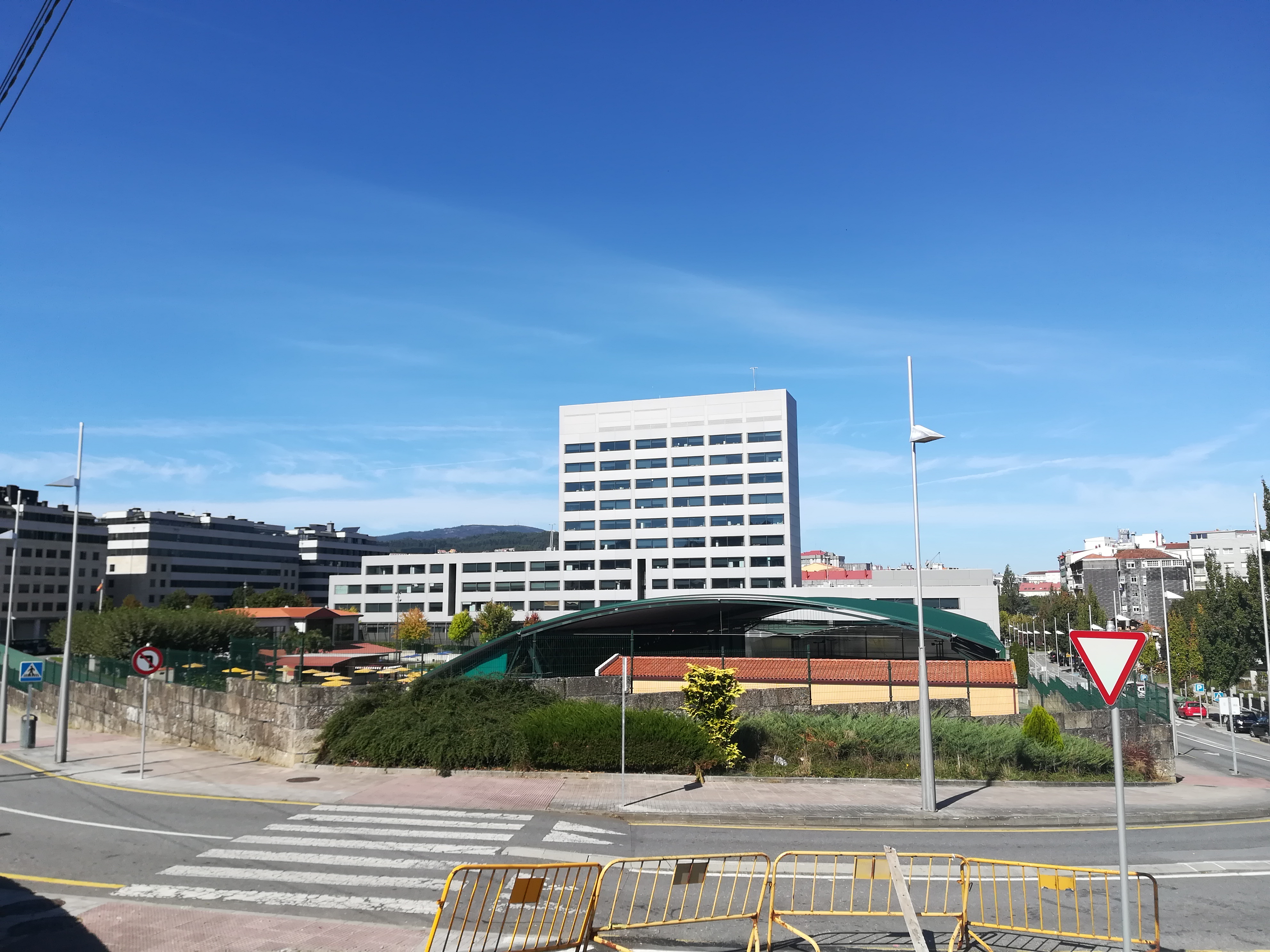
Façade sud
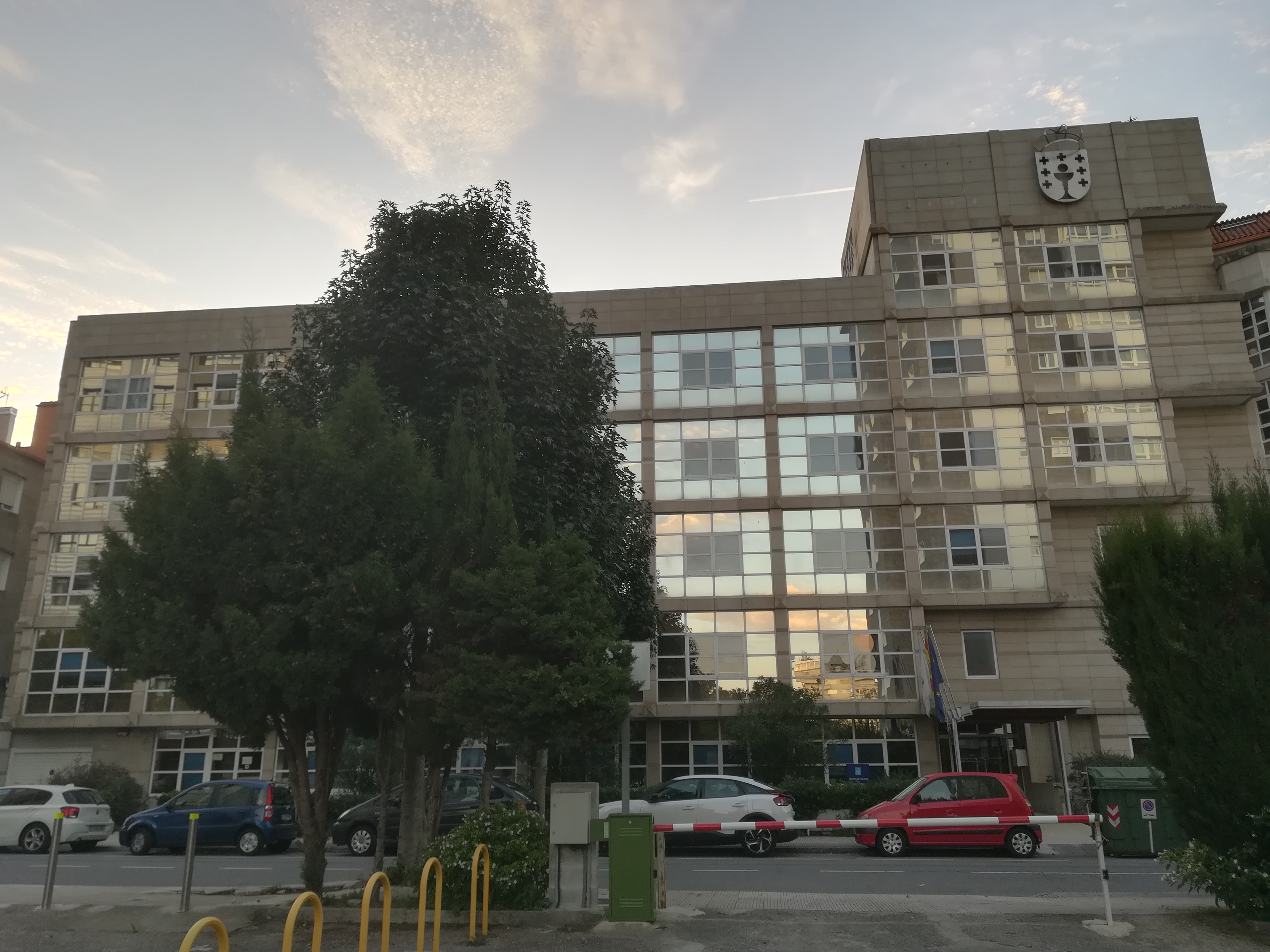
Office provincial du logement rue Alcalde Hevia
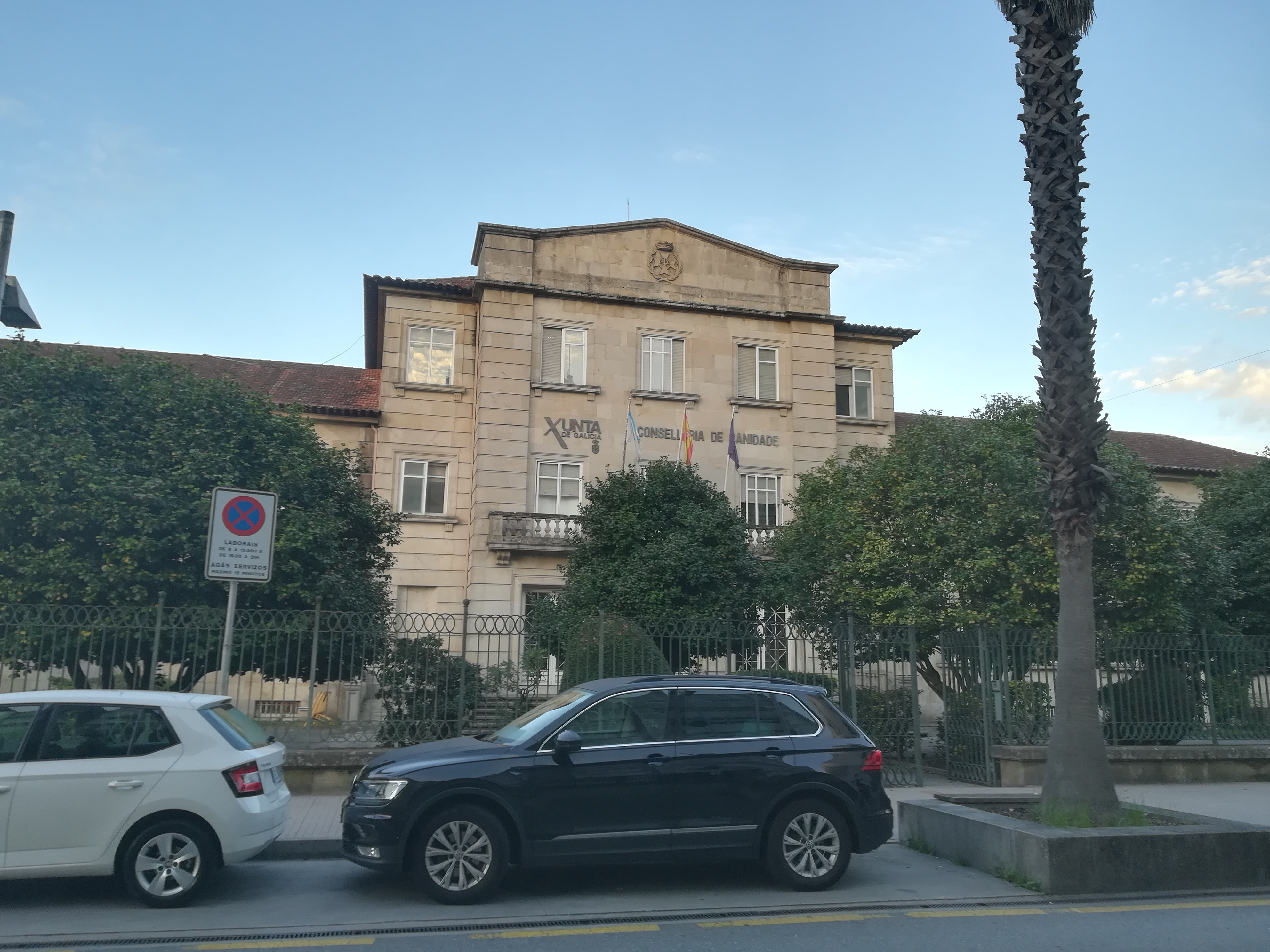
Office provincial de la santé sur l'avenue de Vigo
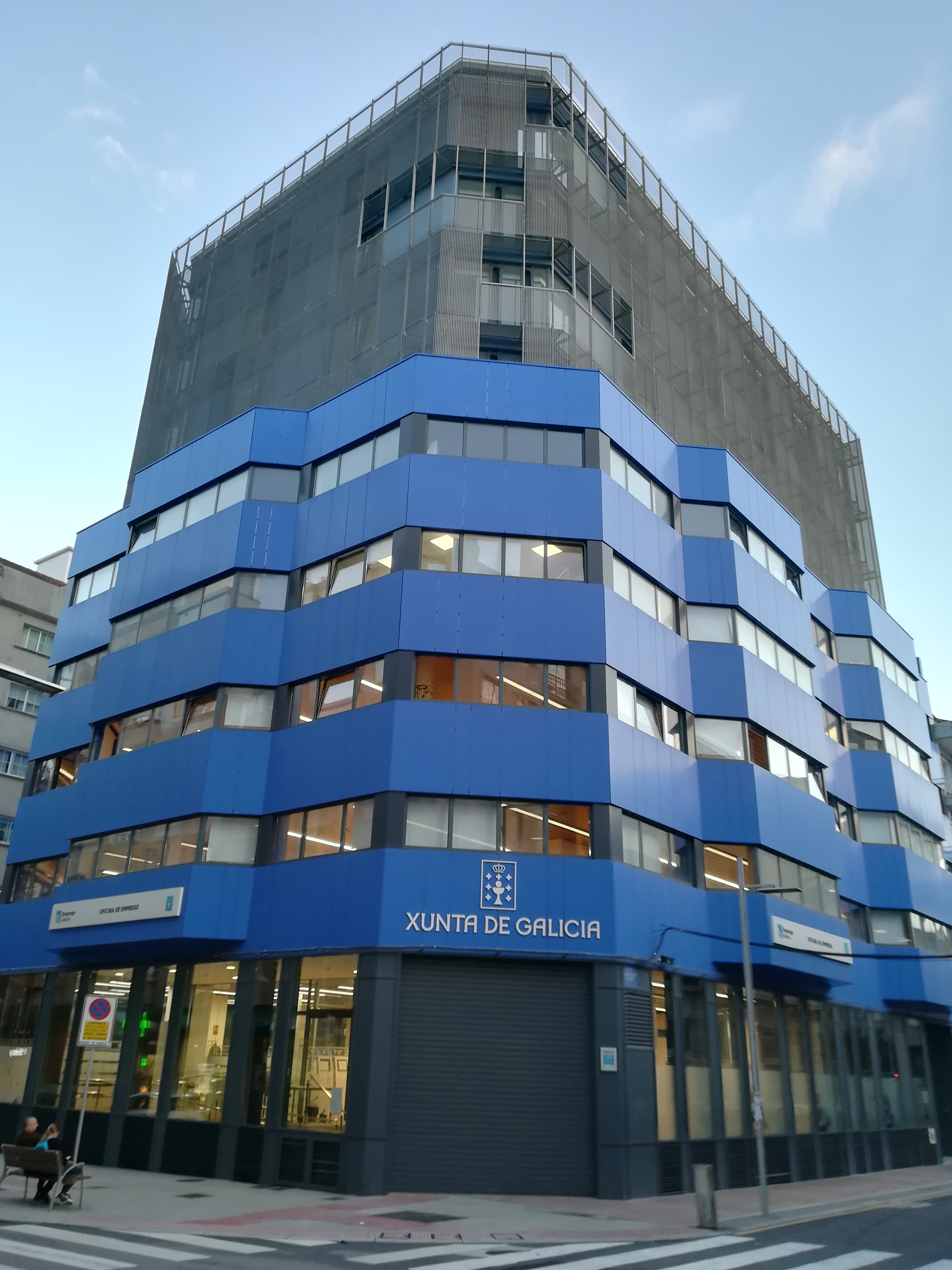
Bâtiment de la Xunta de Galice dans la rue Benito Corbal